# شراب الحبوب المحمصة

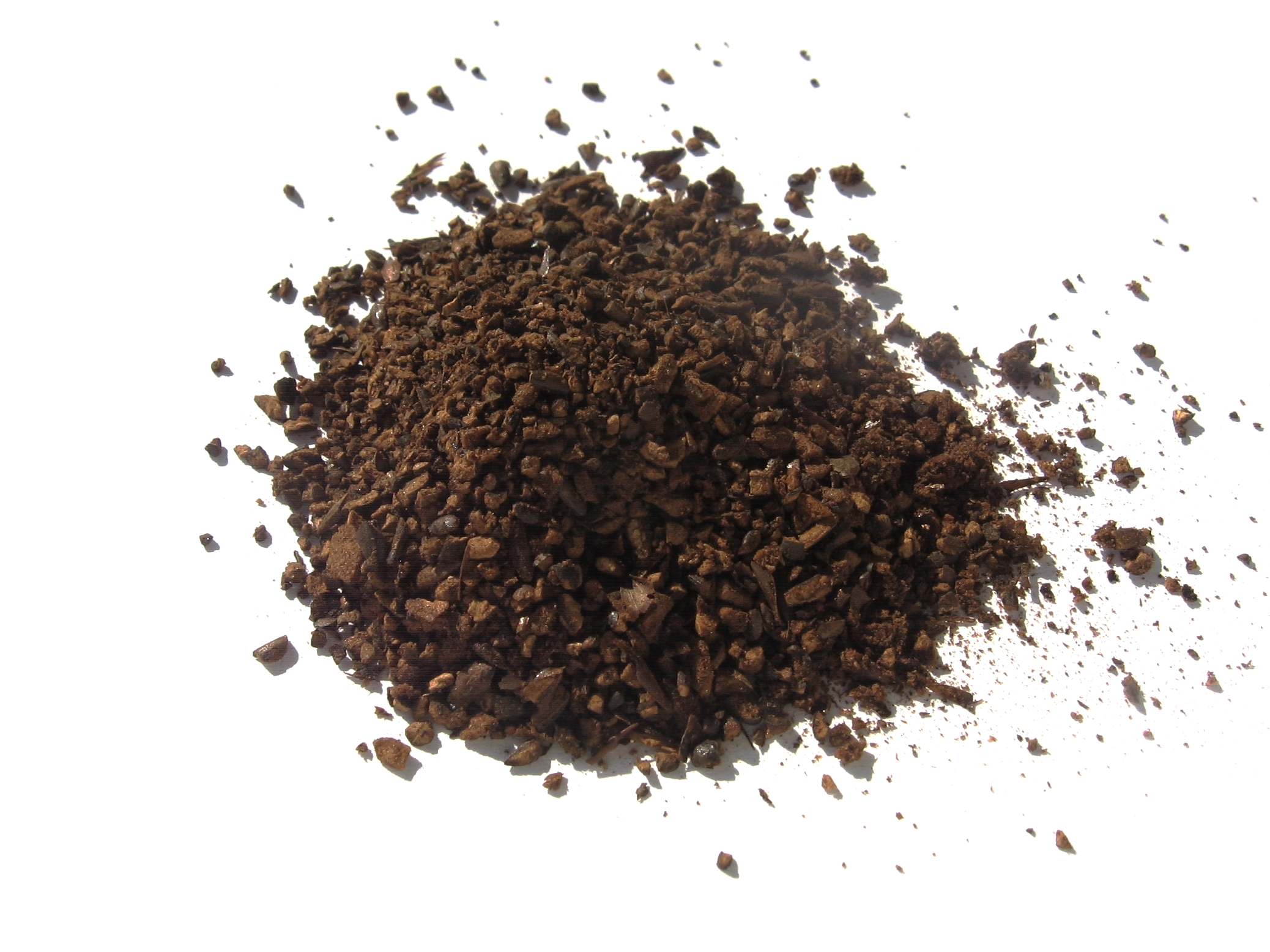
مسحوق حبوب القهوة.

شراب الحبوب المحمصة (أيضا مشروب حبوب القهوة ) هو مشروب ساخن مصنوع من واحد أو أكثر من الحبوب المحمصة والتي يتم معالجتها وتحويلها إلى شكل بلوري أو مسحوق والذي يتم إعادة تكوينه لاحقاً في الماء الساخن. وغالبًا ما يتم تسويق هذا المنتج كمنتج بديل للقهوة والشاي خالٍ من الكفايين، أو في حالات أخرى عندما تكون هذه المشروبات نادرة أو باهظة الثمن. العديد من مشروبات الحبوب المحمصة المعروفة هي نستله كارو، و بوستوم، و إنكا. و يمكن العثور على ماركات أخرى في متاجر الأغذية الصحية وفي بعض محال البقالة. و بعض المكونات الشائعة تشمل الشعير المحمص و الشعير المملح والهندباء ودبس السكر وجذور البنجر.

## الاستخدام

### في آسيا

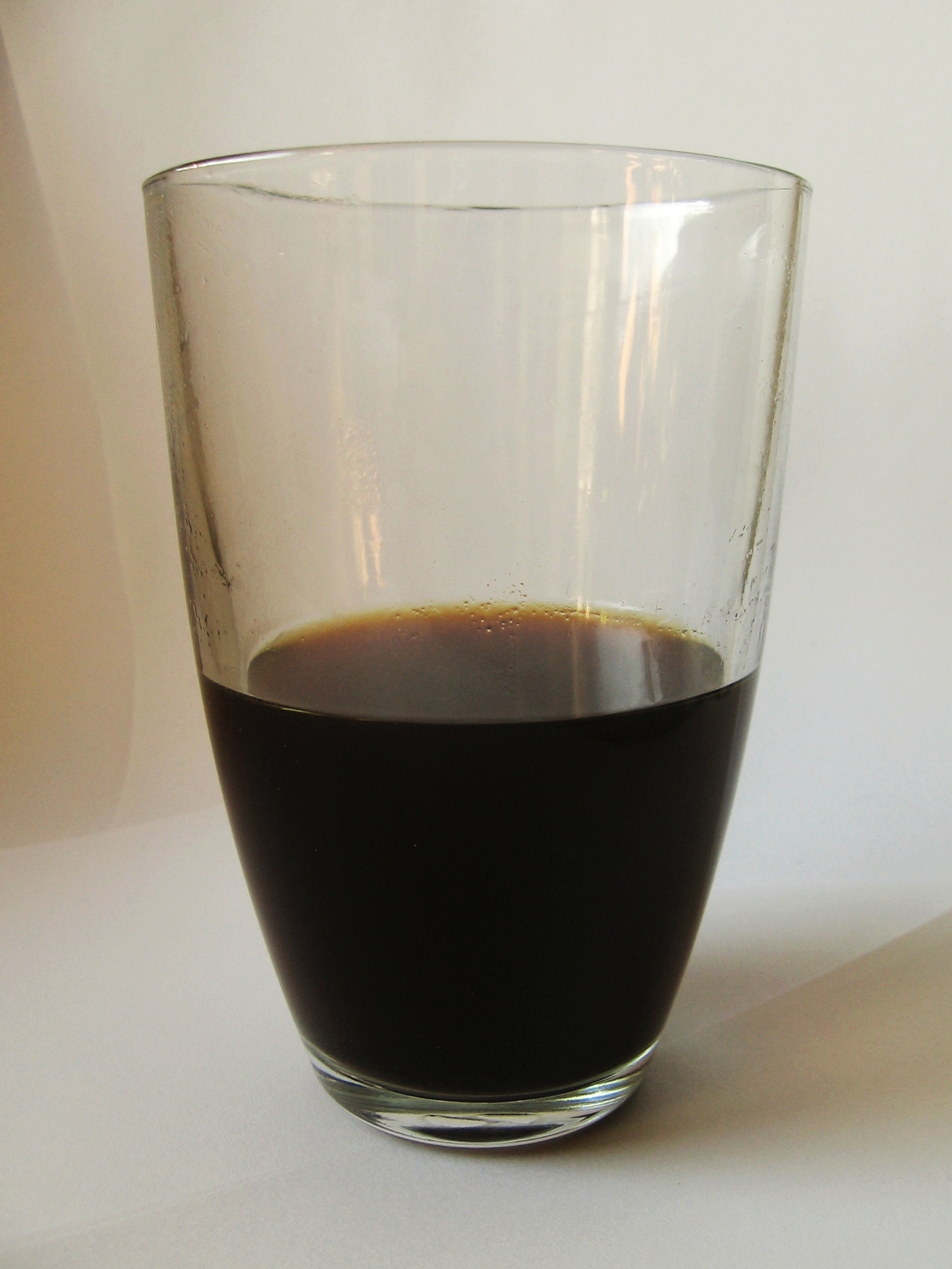
مشروب مسحوق الحبوب المحمصة البولندى

تحظى مشروبات الحبوب المحمصة بشعبية كبيرة في مطابخ شرق آسيا، كوريا  و اليابان والصين و يتم تحضيرها بطرق عديدة ولكن عادة ما يتم تحضيرها بوضع الحبوب المحمصة في الماء الساخن، ومن أمثلتها شاى الشعير وشاى الأرز وشاى الذرة.

### في أوروبا
تعتبر أراكس وإنكا وأناتول من العلامات التجارية البولندية الشهيرة.
وخلال الفترة الشيوعية في الاتحاد السوفيتى والكتلة الشرقية كانت مشروبات الحبوب الساخنة تقدم كبديلا للقهوة وذلك بسبب نقصها والذي يُزعم أنه ناجم عن الحظر التجاري الغربي وفقًا لمزاعم الحكومة المحلية.

## السلامة
و قد تم العثور على مادة الأكريلاميد بمستويات عالية في الأطعمة المخبوزة والمحمرة الغنية بالكاربوهيدرات وكذلك في القهوة المحمصة واللحوم المشوية، ومن المفترض أن تكون الحبوب المشبعة بالدهون المستخدمة في مشروبات الحبوب المحمصة ذات مستويات عالية من مادة الأكريلاميد أيضا. وقد أثارت هذه المادة المخاوف ولكن ليس من الواضح بعد ما إذا كانت تزيد نسبة الإصابة بالسرطان أم لا.